# Charlotte Coppin
Charlotte Coppin (1 december 1998) is een Belgisch volleybalster uit Denderleeuw. Ze speelt als spelverdeelster. 

## Levensloop
Coppin werd opgeroepen voor de nationale jeugdploeg, de U18 Young Yellow Tigers waarmee ze een 12de plaats op het WK in 2015 haalde, een 6de plaats op het WEVZA en een 4de plaats op het EYOF (european youth olympic festival). In 2016 was ze geselecteerd voor het EK bij de U20.